# Ophiochondrella
Ophiochondrella is een geslacht van slangsterren uit de familie Ophiacanthidae.

## Soorten
- Ophiochondrella squamosa (Lyman, 1883)